# Mosquiter alpí
El mosquiter alpí (Phylloscopus affinis occisinensis) és un tàxon d'ocell de la família dels fil·loscòpids (Phylloscopidae). Anteriorment algunes autoritats havien considerat que tenia categoria d'espècie però actualment hi ha consens que es tracta d'una subespècie del mosquiter de Tickel.

## Hàbitat i distribució
Habita vegetació alpina, clars del bosc i bosquines de bambú de les muntanyes del centre de la Xina, des de Kansu i Tsinghai, cap al sud fins al centre i nord-est de Szechwan i nord de Yunnan.

## Taxonomia
Considerat per alguns autors coespecífic del mosquiter de Tickell (Phylloscopus affinis), el Congrés Ornitològic Internacional versió 12.1, el considera una espècie diferent, arran treballs com ara Martens et al. 2008. Tanmateix, en la versió 11.2 (juliol 2021) aquest tàxon fou reanexat com a subespècie de mosquiter de Tickel (Phylloscopus affinis occisinensis).